# Templo de Apolo (Pompeia)

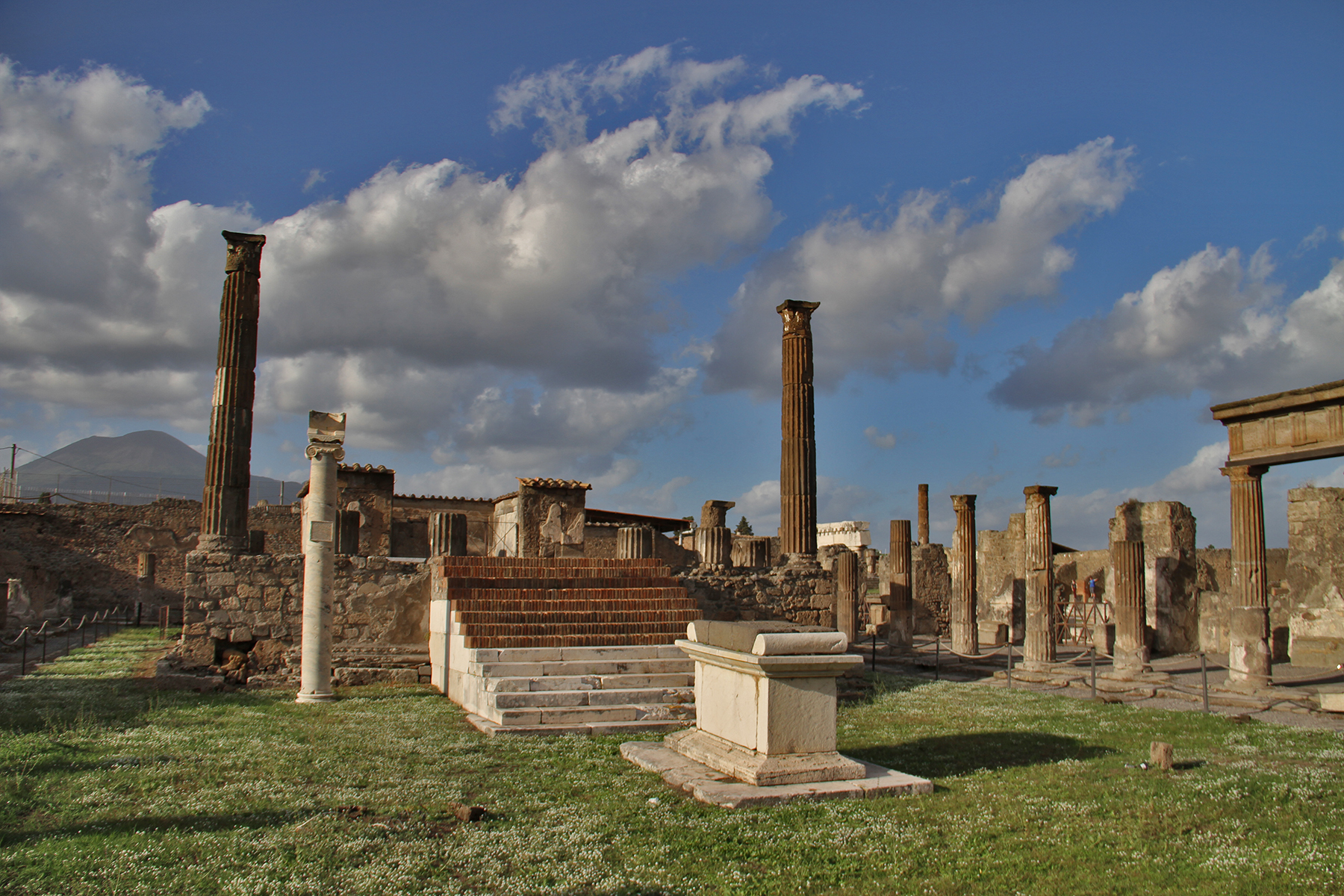
O templo de Apolo em Pompeia. O Monte Vesúvio fica à extrema esquerda.

O Templo de Apolo é um templo romano construído em 120 a.C. e dedicado ao deus grego e romano Apolo na antiga cidade romana de Pompeia, sul da Itália. Seu núcleo  primitivo é do período samnítico, surgiu no século VI a.C. ou anterior a isso.
Localizado no fórum (mercado) e de frente para o lado norte da cidade, é o edifício religioso mais importante da cidade e tem um estado de origem muito antigo. O culto de Apolo, importado da Grécia, foi muito difundido na Campânia e (de escavações nas proximidades do templo) é atestado em Pompeia desde o século VI a.C. O santuário ganhou sua aparência atual em uma reconstrução do século II a.C. e outra reconstrução para reparar os danos do terremoto de 62 d.C. (reparos deixados incompletos no momento da erupção). O templo, no centro de um recinto sagrado, foi rodeado em todos os quatro lados por uma ampla série de tufo colunas de Nocera, originalmente com ranhuras e com capitéis jônicos, que estavam a ser substituídos com estuque colunas e capitéis coríntios pintadas em amarelo, vermelho e azul escuro. 

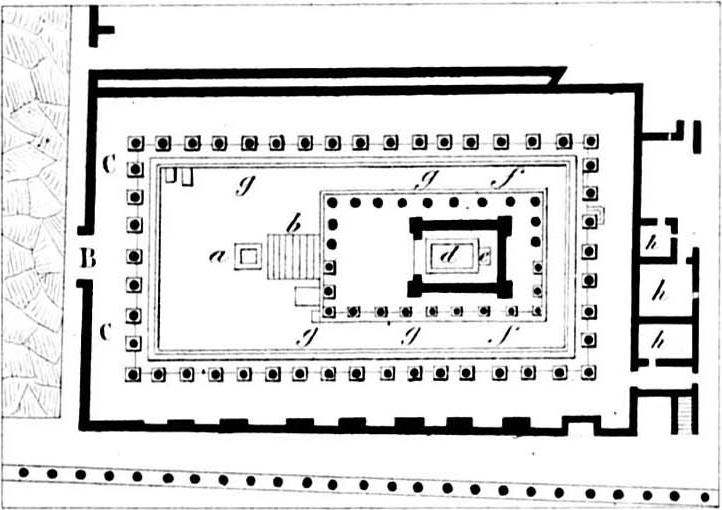
Plano do Templo

A elegante arquitrave dórica de metopes e triglifos repousando nas colunas foi transformada em um friso contínuo com grifos, festões e folhagens. Hoje, os restos da linha da fronte aparecem como originalmente, pois quase toda essa transformação em gesso desapareceu. Algumas estátuas de uma divindade foram recuperadas, de frente para as colunas do pórtico. Estes estão agora no Museu Arqueológico Nacional de Nápoles, embora réplicas de dois deles - um representando Apolo, o outro um busto de Diana - tenham sido colocados onde os originais foram encontrados.
O próprio templo, um peripteros com 48 colunas jônicas, subia ao pódio e subia um conjunto imponente de degraus, numa fusão de idéias arquitetônicas gregas e itálicas. Invulgarmente, o cella é situado mais para trás em relação ao peristilo. Em frente aos degraus ainda pode ser visto um altar de mármore branco sobre uma base de travertino, com uma inscrição em latim com os nomes dos quattuorviri que o dedicaram. Ao lado dos degraus, há uma coluna jônica que sustentava um relógio de sol.
No lado do perímetro do Templo de Apolo, de frente para o Fórum da cidade, é extraído um nicho contendo a "mensa ponderaria" (a tabela com as medidas oficiais da cidade, para garantir ao cidadão que não haja fraude por lojistas e mercadores).